# Klöppelfänger
Der Klöppelfänger ist eine für die europäische Alpenregion (Österreich und Südtirol, vereinzelt auch in Süddeutschland und Tschechien) typische Vorrichtung, mit der der Klöppel einer Glocke beim Läuten festgehalten wird, sodass ein Schwingen der Glocke ohne Anschlagen des Klöppels möglich ist.

## Aufbau
Der Klöppelfänger besteht aus einem Magneten, einer Zugvorrichtung, die eine Verbindung zum Magneten besitzt und sich auf- und abbewegen lässt, einer Fangvorrichtung und einer Sperrklinke. Die Sperrklinke, die aus Stahl besteht, ist am unteren Ende des Klöppels befestigt und hat die Form eines U, das mit Stahlstiften am offenen Ende zusammengeschraubt ist. Die Fangvorrichtung ist nur ein kleiner Haken, der beim Schwingen der Glocke den Klöppel am äußersten Stahlstift festhält. Wird die Glocke geläutet, so klappt der Magnet etwas oberhalb der Fangvorrichtung die Zugvorrichtung, an welcher der Haken befestigt ist, nach unten, hebt dadurch nicht mehr den Stahlstift und der Klöppel fällt nach unten. Oftmals wird die Sperrklinke als Fangvorrichtung verwendet und mit der Zugvorrichtung verbunden. Demnach befindet sich die eigentliche Fangvorrichtung am Klöppel.

## Funktion

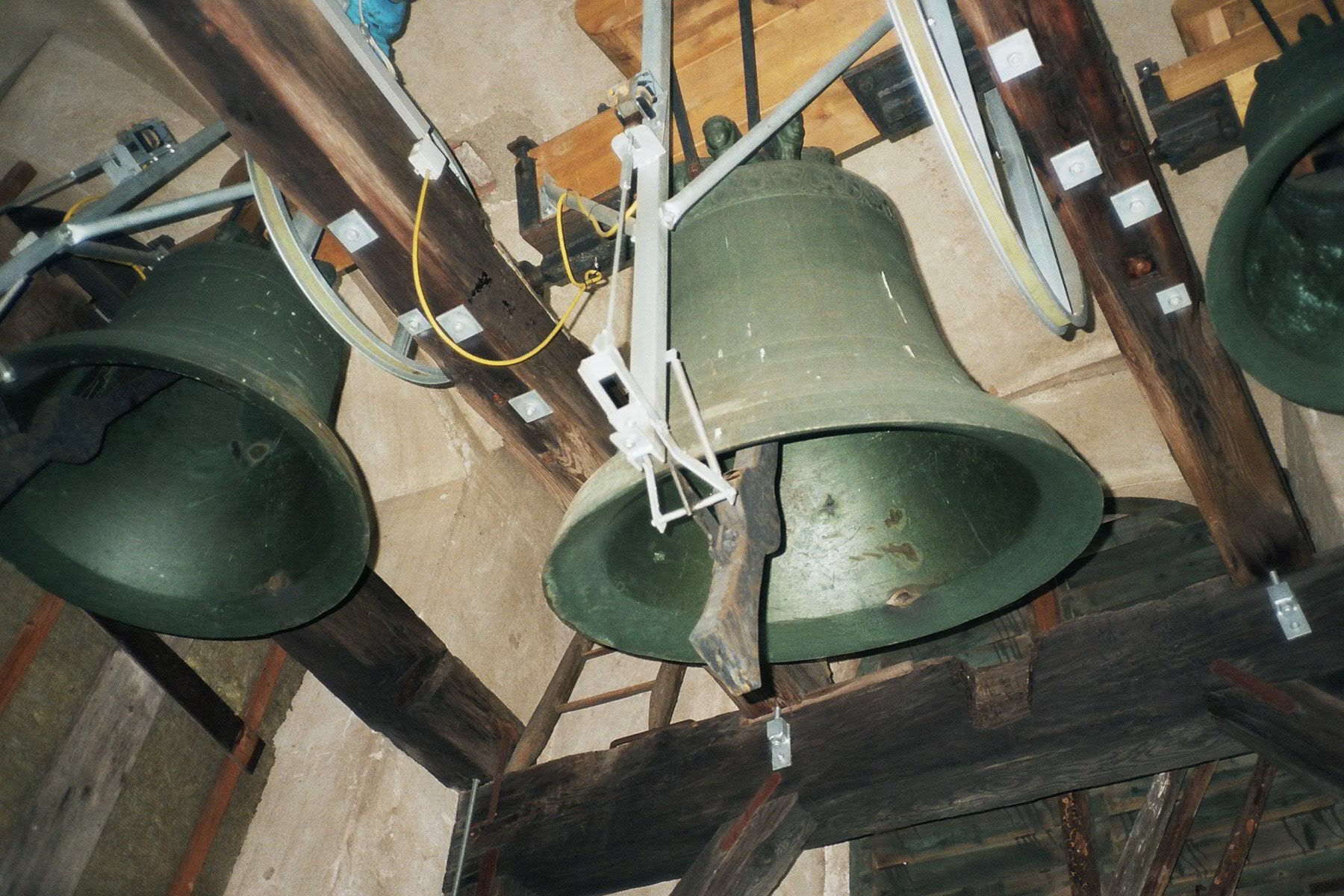
Bauteile des Klöppelfängers (Außenfänger): Magnet, Zugvorrichtung, Fangvorrichtung und Sperrklinke

Ein Klöppelfänger kann auf zwei Arten installiert werden. Er lässt sich entweder direkt in der Glocke montieren (Innenfänger), oder man befestigt ihn außerhalb der Glocke (Außenfänger), wobei letzteres häufiger vorkommt. Außerhalb der Glocke wird der Fänger am Joch befestigt und hält den Klöppel an einer Seite fest. Mithilfe dieser Technik kann ein gezieltes Läuten der Glocke erreicht werden. Ein Geläut mit Klöppelfängern zeichnet sich durch ein plötzliches, ohne An- und Abläutephase, erklingendes Geläute aus.
Beim Einsatz des Klöppelfängers bedarf es zweier Schaltknöpfe. Der erste dient dem Einschalten des Motors, der die Glocke in Schwingung versetzt. Wenn der eingestellte Läutewinkel erreicht wird, kann der zweite Schaltknopf betätigt werden. Dabei wird dem Magneten ein elektrischer Impuls versetzt, der die Zugvorrichtung öffnet, an der die Fangvorrichtung angebracht ist, so dass der Glockenklöppel freigegeben wird. Die Glocke erzielt dadurch zum exakten Zeitpunkt die komplette Läutkraft. Neuere Modelle erlauben nur einen Schaltknopf, der in zwei Stufen schaltbar ist.
Bei neueren Klöppelfängern befindet sich das Uhrschlagwerk (meist ein Schlaghammer) direkt am Klöppelfänger. Dadurch ist das Schlagen der Uhrzeit auch im schwingenden Zustand der Glocke möglich, ohne den Schlaghammer zu beschädigen.

## Verwendung
Hauptsächlich werden Klöppelfänger in der europäischen Alpenregion, vor allem in Tirol, Südtirol, Salzburg und Kärnten verwendet. Seltener findet man sie noch in anderen Österreichischen Bundesländern wie der Steiermark (dort früher stärker verbreitet) und Vorarlberg, in Süddeutschland, in der Schweiz, im italienischen Trentino, in Tschechien und in Slowenien. Hauptsächlich verwendet man Fänger bei größeren Glocken (ab einer Masse von etwa 300 bis 400 kg); doch gelegentlich besitzen auch kleinere Glocken (meist in Südtirol) einen Klöppelfänger. Ein Großgeläut, das vollständig mit Klöppelfängern ausgestattet ist, befindet sich im Salzburger Dom.